# Francesco Rosi
Francesco Rosi, född 15 november 1922 i Neapel, död 10 januari 2015 i Rom, var en italiensk filmregissör och manusförfattare.
Rosi utmärkte sig under 1960- och 1970-talen med sina samhällstillvända och formmässigt egensinniga filmer om korruption, organiserad brottslighet och italiensk nutidshistoria. Under 1980-talet blev hans filmer mindre politiska. Han vann bland annat Silverbjörnen för bästa regi i Berlin, Guldlejonet i Venedig och Guldpalmen i Cannes, och tilldelades David di Donatello för bästa regi i hemlandet sex gånger.

## Biografi
Francesco Rosi växte upp i Neapel. På 1940-talet arbetade han med teater, bland annat åt Italienska kommunistpartiet, och fick därigenom ett mäktigt kontaktnät där han lärde känna personer som Italiens blivande president Giorgio Napolitano. Rosi började arbeta med film i slutet av 1940-talet som regiassistent åt bland andra Luchino Visconti och Michelangelo Antonioni. År 1952 regisserade han några scener i en film av Goffredo Alessandrini. År 1958 kom hans första film som ensam regissör.
På 1960-talet blev Rosi banbrytande med en typ av undersökande dramafilm som skildrade personer som hade haft stor betydelse för det samtida Italien. Salvatore Giuliano – banditen från 1962 skildrar den sicilianske gangstern Salvatore Giuliano och gav Rosi Silverbjörnen vid filmfestivalen i Berlin. Året därpå fick han Guldlejonet vid filmfestivalen i Venedig för Våldförd stad, som handlar om korruption inom byggbranschen och politiken i Neapel. År 1972 kom Fallet Mattei, som handlar om oljemannen Enrico Matteis mystiska död efter att han hade utmanat oljeoligopolet "de sju systrarna". Filmen blandar skådespel med intervjuer, dokumentärt material och rekonstruktioner av verkliga händelser. Den tävlade vid filmfestivalen i Cannes och vann Guldpalmen. I Utsökta lik från 1976 arbetade Rosi med Max von Sydow.
På 1980-talet blev filmerna mindre samhällstillvända och Rosi började arbeta mer efter andras förlagor. I Carmen från 1984, efter Georges Bizets opera med samma namn, regisserade han sångaren Plácido Domingo. Krönika om ett förebådat dödsfall från 1987 bygger på en roman av Gabriel García Márquez. Rosis sista film, Frihetens port från 1997, tilldelades David di Donatello för bästa regi. Det var ett pris som Rosi då hade fått fem gånger tidigare. Efter detta slutade han att regissera film men återvände till att regissera teater, något som han inte hade gjort på flera årtionden. År 2008 fick han Guldbjörnen för sitt livsverk och 2012 Guldlejonet i motsvarande kategori.

## Filmregi i urval
- 1952 – Camicie rosse (några scener, huvudregissör Goffredo Alessandrini)
- 1956 – Kean – Genio e sregolatezza (samregisserad med Vittorio Gassman)
- 1958 – Utmaningen (La sfida)
- 1959 – Nasarna (I magliari)
- 1962 – Salvatore Giuliano – banditen (Salvatore Giuliano)
- 1963 – Våldförd stad (Le mani sulla città)
- 1965 – Sanningens ögonblick (Il momento della verità)
- 1967 – Den vackra Isabelle (C'era una volta...)
- 1970 – Ingen mans land (Uomini contro)
- 1972 – Fallet Mattei (Il caso Mattei)
- 1973 – Lucky Luciano – gangsterkungen (Lucky Luciano)
- 1976 – Utsökta lik (Cadaveri eccellenti)
- 1979 – Kristus stannade i Eboli (Cristo si è fermato a Eboli)
- 1981 – Tre bröder (Tre fratelli)
- 1984 – Carmen
- 1987 – Krönika om ett förebådat dödsfall (Cronaca di una morte annunciata)
- 1989 – 12 registi per 12 città (dokumentär, episoden "Napoli")
- 1990 – I maffians makt (Dimenticare Palermo)
- 1992 – Diario napoletano (dokumentär)
- 1997 – Fristen (La tregua)